# Шамахи
Шамахи (азерб. Şamaxı) — місто в Азербайджані, адміністративний центр Шамахинського району. Розташовано у південно-східних передгір'ях Великого Кавказу на висоті 800 метрів над рівнем моря. Знаходиться на автошляху Баку — Тбілісі, за 122 км на захід від Баку й за 72 км на північний схід від залізничної станції Кюрдамир.

## Історія
Археологічні розкопки, проведені у північно-західній його частині, виявили поселення, що належить до V—IV століттям до р. х.. Місто згадується у Птолемея (II століття) під назвою Шемахія. На початку X століття місто стало столицею держави ширваншахів. У 1222 році після тривалої облоги Шамахи було захоплено й зруйновано монголо-татарами. Місто згадується у перській анонімній праці початку XIII століття «Аджаїб ад-Дунья»:
|  | Шемахи — місто в Аррані. Це дуже укріплене місце, жителі надзвичайно фанатичні у справах віри. |

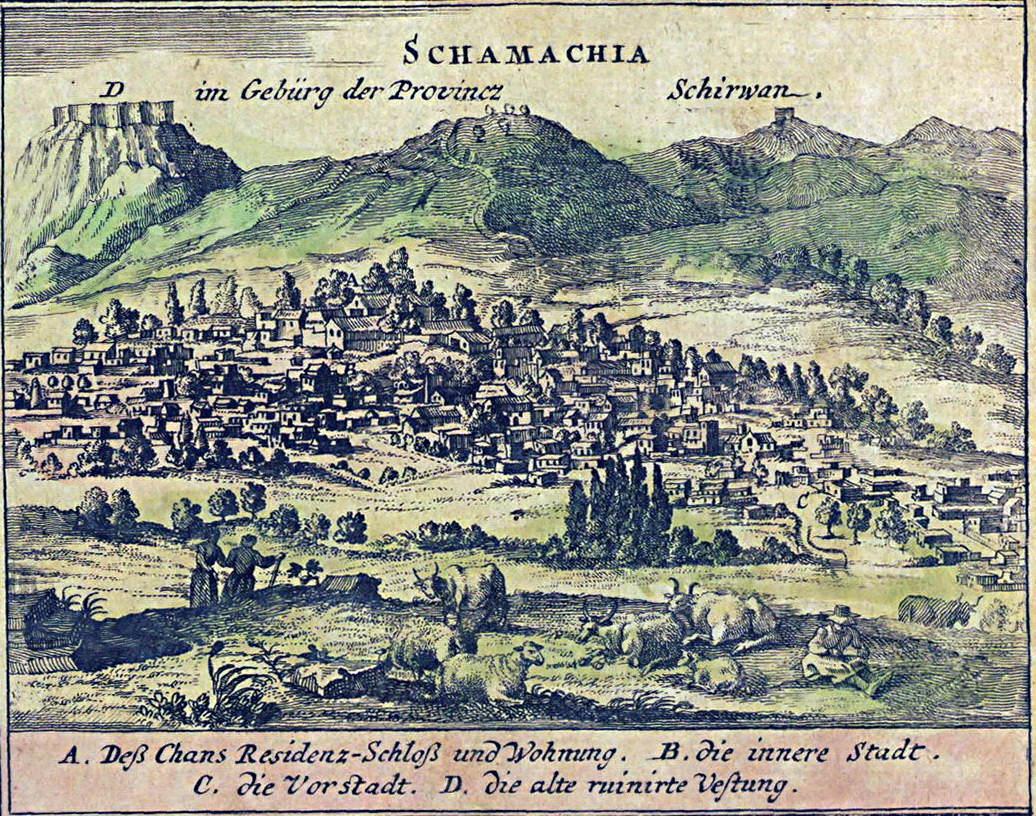
Шамахи на гравюрі 1630 року Е.Кемпфера

У 1669 році після участі у Великому Московському Соборі 1666—1668 років у Шамахах зупинявся православний патріарх Антіохії Макарій зі своїм сином та дияконом Павлом Алеппським. Їхня місія мала церковний та дипломатичний характер.
Географічне положення міста на перетині транзитних шляхів визначало величезну кількість набігів та розбійних нападів на Шамахи, що здійснювались сусідніми народами та військами інших ханств, що несли з собою спустошення та руйнування. У 1721 році Шамахи зазнала нападу війська хана Хаджі Дауда Мушкурського, були вбиті російські купці, що перебували там, і завдано величезних збитків російським торгівцям шовком. Вірмени, число яких у місті було досить суттєвим, зазнавали постійних нападів і грабежів, за наказом Хаджі Дауда вони поряд із євреями мали носити на своїх грудях жовтий знак — для того, щоб мусульмани не вітали їх. Результатом цієї події був вжитий Петром I Перський похід 1722—1723 років. У 1742 році місто було зруйновано іранським військом Надір-Шаха.

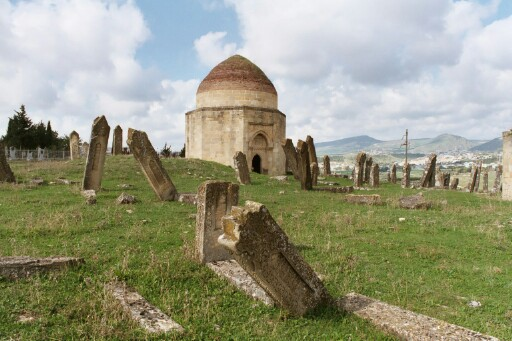
Мавзолей XV століття Єдді Гюмбез («Сім Куполів»)

У XVIII–XIX століттях Шамахи — столиця Ширванського ханства. У період з 1840 до 1846 року адміністративний центр Каспійської області, потім до 1859 року — Шамахинської губернії. Після руйнівного землетрусу, що сталось 2 грудня 1859 року, центр губернії було перенесено до міста Баку, після чого Шамахи стала адміністративним центром Шамахинського повіту у складі Бакинської губернії.
Незважаючи на високу сейсмічність регіону (найбільші землетруси стались у 1607, 1669, 1859 та 1902 роках), багато історичних пам'яток збереглось досі, зокрема такі як Джума мечеть — п'ятнична соборна мечеть VIII століття, Йєдді Гумбез («Сім Куполів») — мавзолей, збудований 1402 року, а також руїни фортеці Гюлістан, побудова XI–XII століть, які є головними пам'ятками міста.

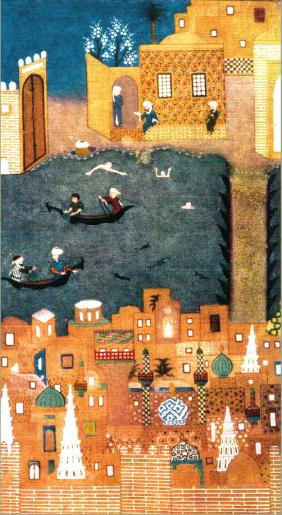
Мініатюра XV століття з Шамахи

Тривалий час Шамахи була одним з найважливіших пунктів упродовж всього Великого Шовкового шляху. Цим зумовлено те, що місто упродовж тривалого часу було одним із центрів ширвано-апшеронської архітектурної школи та школи декоративно-прикладного мистецтва (килимарства) й мініатюри. Знаходячись на перетині караванних шляхів, Шамахи була одним з крупних торгово-ремісничих центрів на Близькому Сході, займаючи важливе місце у торгівлі шовком, ще у XVI столітті згадуються торгові зв'язки шамахинських та венеційських купців. У Шемасі вели торгівлю азербайджанські, іранські, арабські, середньоазійські, російські, індійські та західноєвропейські купці, що володіли тут факторіями, були численні шовкоткацькі, бавовнопрядильні й килимові майстерні.
Місто прославилось як батьківщина багатьох видатних азербайджанських філософів, архітекторів та вчених, таких як Хагані, Насімі, Сабір.

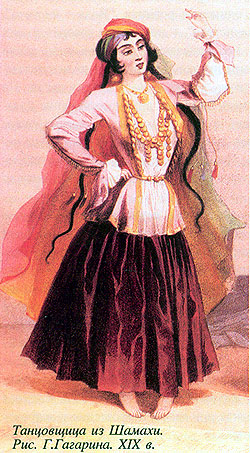
«Танцівниця із Шамахи». Григорій Гагарін, XIX століття

Шамахи згадується російським поетом О. С. Пушкіним у «Казці про золотого півника» («рос. Подари ж ты мне девицу, шемаханскую царицу») й зображена на картинах російського художника Г. Г. Гагаріна «Шамахинська баядерка», «Танцівниця із Шамахи», «Танцівниця Ніса». Своєю оригінальністю відрізнялись танці шамахинських дівчат. Шамахинська тематика відображена у двох чудових альбомах художника: «Scenes, paysages, meurs et costutnes du Caucase» та «La Caucase pittoresge dessine d' apres nature» (Париж, 1847). Рисунки «Жінка із Шамахи» і «Танцівниця Ніса» являють етнографічний інтерес з точки зору вивчення елементів жіночого національного одягу Ширвана у XIX столітті: сорочки, архалика з овальним кроєм коміра, нагрудних та налобних прикрас, жіночих прикрас із самоцвітів, кільцевих сережок з підвісками. Оригінальний жіночий костюм XIX століття з Шамахи, переданий 1906 року до Кавказького музею у Тифлісі, був одним з найпопулярніших експонатів музею.
5 червня 2010 року в Шемасі було відкрито пам'ятник одинокому турецькому солдату. На пам'ятнику написані слова з віршу Б. Вагабзаде «Тенха мезар». Пам'ятник встановлено на честь офіцера Кавказької ісламської армії.

## Населення
За даними Енциклопедичного словника Брокгауза та Єфрона у Шемахах наприкінці XIX століття проживало 20 008 осіб (10 450 чоловіків та 9558 жінок): азербайджанців — 79 %, росіян — 3 %, вірменів — 18 %. 79 % — магометани, з яких близько 22 % — суніти, решта — шиїти; решта 21 % — вірмено-григоріани та православні. Місцеве населення в основному зайнято виноробством, скотарством, килимарством.
За даними всесоюзного перепису населення 1989 року в Шемахах проживало 24 681 осіб.
За даними на початок 2010 року населення міста становило 31 704 мешканців.

## Географія

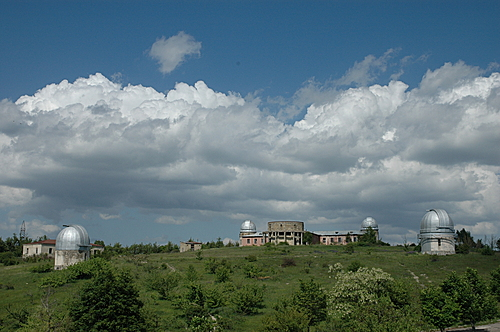
Шамахинська обсерваторія

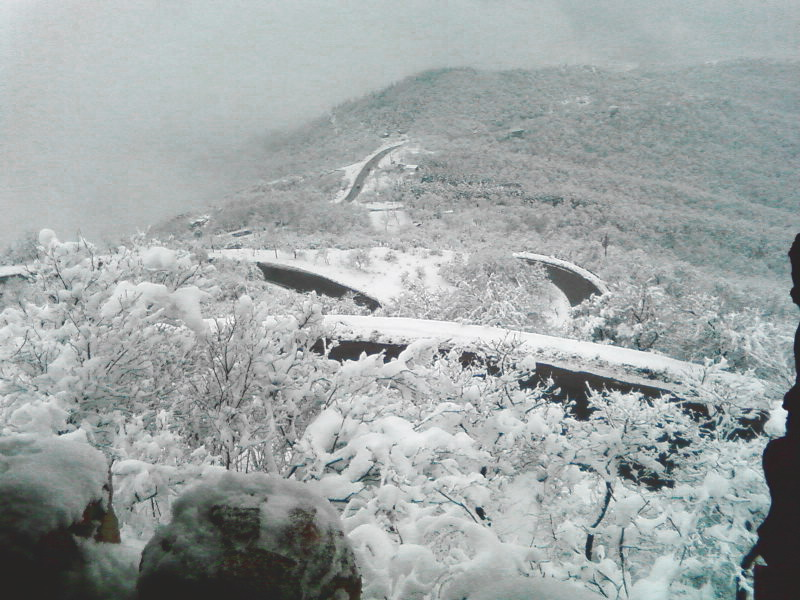
Вид Шамахинського перевалу взимку

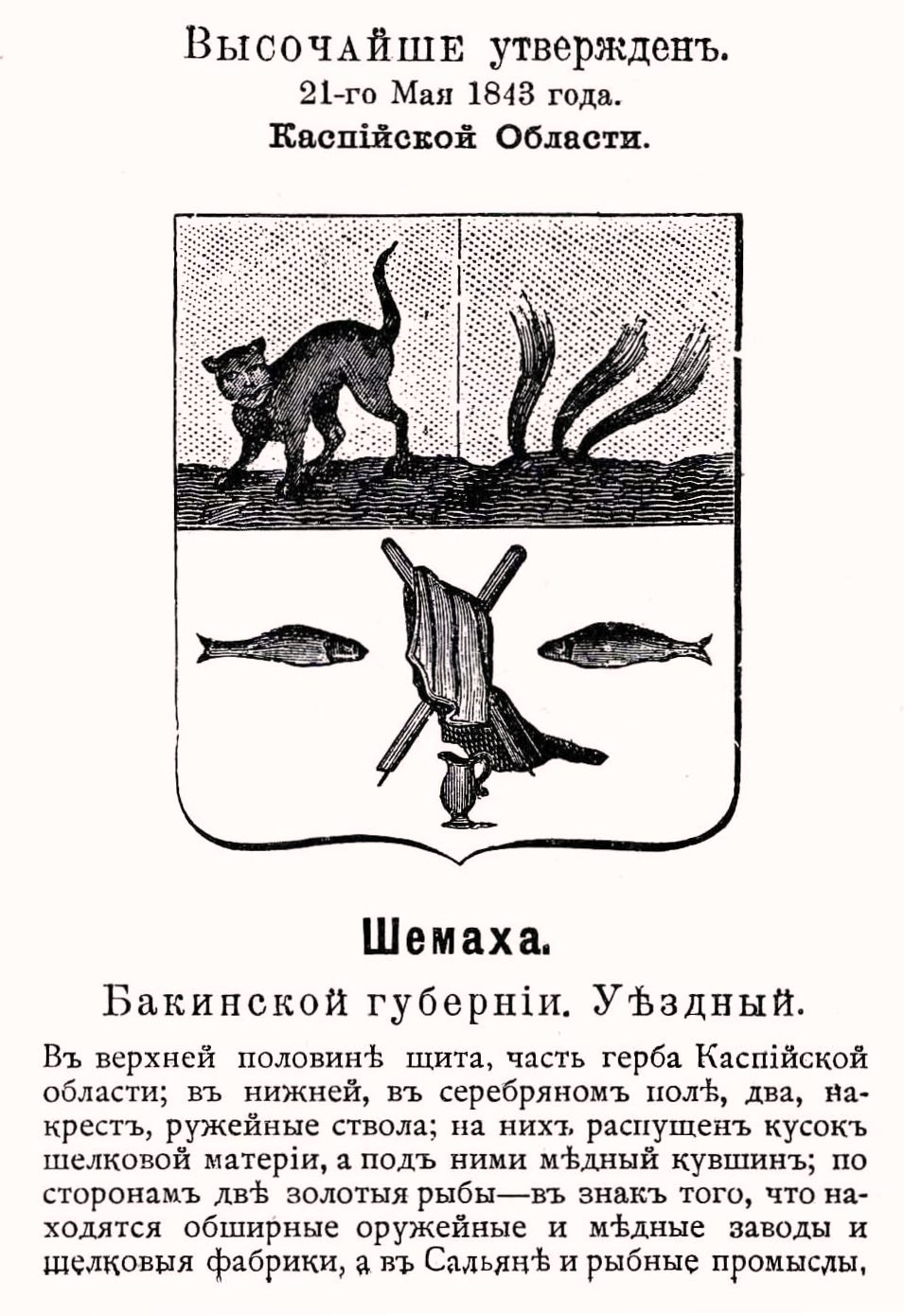
Герб міста 1843 року

Місто розташовано на висоті 800 метрів над рівнем моря у південній частині Великого Кавказу, у передгірній котловині, оточеній відрогами Великого Кавказу, в долині річки Пірсагат.

### Природа
Шамахинський район багатий на гірські ліси та луки, знаходиться в зоні помірної вологості. Більша частина цього району є курортною зоною із багатьма джерелами гірської води, що робить місто привабливим для інвесторів у туристичний бізнес.
Знижена запиленість атмосфери та переважна кількість ясних днів у році дозволила почати будівництво у 1957 році за 22 кілометри від міста однієї з найбільш значущих обсерваторій колишнього СРСР — Шамахинської астрофізичної обсерваторії.

## Економіка
В місті, яке здавна славилось як один із центрів килимарства в Азербайджані, й донині функціонує килимарська фабрика. Враховуючи сприятливий для виноградарства клімат розвивається винна промисловість, планується повна реконструкція виногорілчаного заводу. В результаті ухвалення «Державної програми з розвитку регіонів Азербайджану» в Шемасі відкрились нові виробництва: спільне ірансько-азербайджанське підприємство зі збирання легкових автомобілів «Азсаманд», завод з виробництва електронної побутової апаратури. В рамках реалізації проекту «Електронна Шамахи» встановлено нову АТС із використанням комунікаційного пакету системи NGN. У листопаді 2009 року здано в експлуатацію новий лікувально-діагностичний центр. Цілком реконструйовано автомобільну дорогу Баку-Шамахи протяжністю 112 км.

## Відомі уродженці міста
- Мухаммад I (д/н — 912) — 2-й ширваншах в 880—912 роках
- Алі I (д/н — 917) — 4-й ширваншах в 913—917 роках
- Язід II (д/н—1027) — 10-й ширваншах в 991—1027 роках, дербентський емір в 1019—1021 та 1023—1024 роках
- Сіххат Аббас — поет, драматург і перекладач
- Ованес Абелян — вірменський актор, народний артист Азербайджанської РСР, народний артист Вірменської РСР
- Махмуд Алієв — народний комісар, потім міністр закордонних справ Азербайджанської РСР (1944–1958).
- Муса Алієв — доктор геолого-мінералогічних наук, професор, академік АН АзРСР, Президент АН АзербайджанськоїР ССР (1950–1958).
- Мамедтагі Ганієв (1907—1979) — доктор ветеринарних наук, професор, академік Азербайджанської сільськогосподарської Академії Наук та Національної Академії Наук Азербайджану, заслужений діяч науки.
- Султан Ганізаде — письменник і перекладач.
- Алім Гасимов — співак-ханенде, актор, народний артист Азербайджану.
- Леонтій Гуртьєв — генерал-майор, Герой Радянського Союзу.
- Алігейдар Караєв — нарком юстиції та праці, у військових та морських справах Азербайджанської РСР.
- Мірза Сабір — поет і сатирик XIX–XX століть.
- Сеїд Азім Ширвані — поет та просвітитель XIX століття.
- Хагані Ширвані — східний поет, що шанується в Ірані та Азербайджані, жив і творив у XII столітті., (1126 Шамахи — 1199 Тебриз)
- Насімі — видатний азербайджанський тюркський поет і містик, (1370 Шамахи — 1417 Халеб)
- Хаді Мухаммед — поет-романтик.
- Олексій Черняєвський — російський та азербайджанський педагог.
- Аббас-Мірза Шаріфзаде — актор театру й режисер.
- Гаджі Ширвані — географ-мандрівник, історик, етнограф, просвітитель та поет.
- Олександр Ширванзаде — вірменський письменник, Народний письменник Вірменської та Азербайджанської РСР (1930).
- Султан Ефендієв — народний комісар землеробства Азербайджанської РСР (1921–1924).
- Зівяр бек Ахмедбеков — перший азербайджанський архітектор з вищою освітою, (1873 Шамахи — 1925 Баку)
- Фелекі Ширвані — східний поет, (1108 Шамахи — 1146 Шамахи)
- Тихенко Сергій Іванович — український правник.
- Армен Оганян — танцівниця, актриса.
- Сеїд Ях'я Бакуві — середньовічний вчений.

## Міста-побратими
- Ігдир, Туреччина

## Галерея

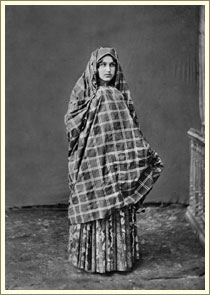
Молода азербайджанка із Шамахи. 1883
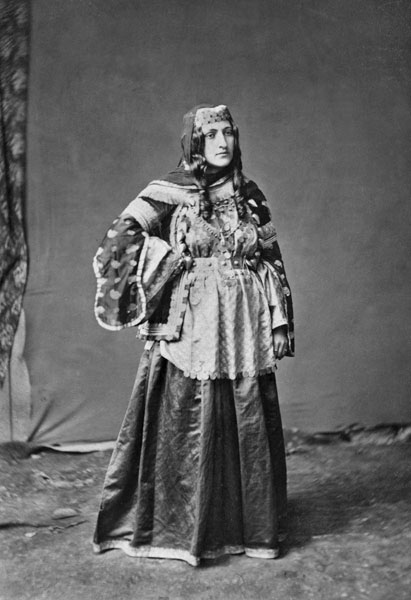
Шамахинська вірменка у святковому одязі. 1883.
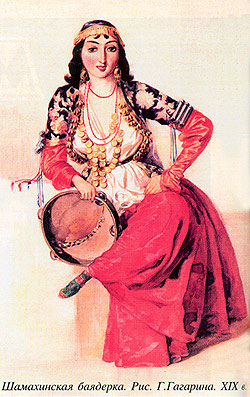
Шамахинська баядерка.
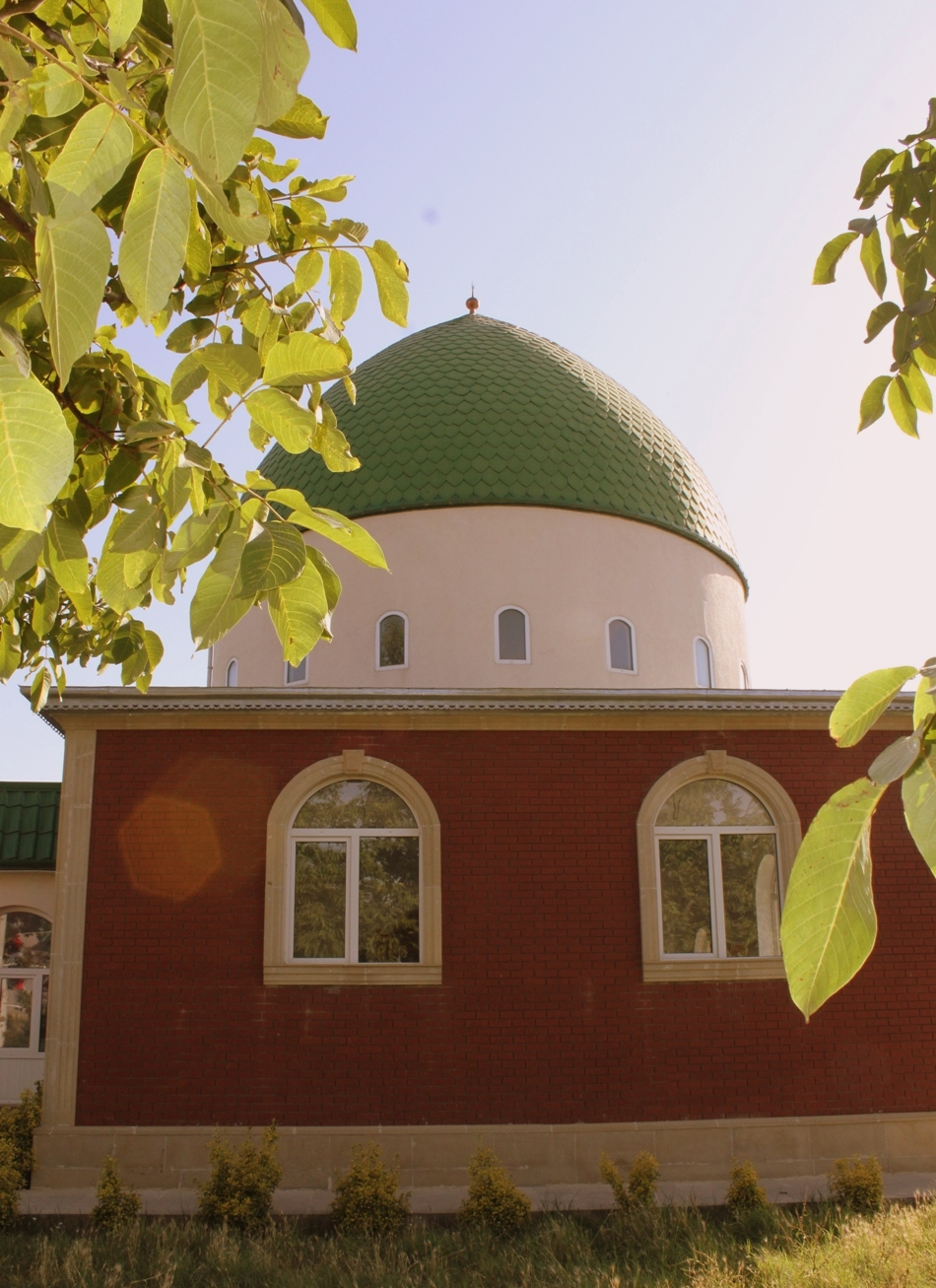
Мечеть у Шемасі.